# Памятник Екатерине II (Нахичевань-на-Дону)
Памятник Екатерине II — несохранившийся монумент, установленный в 1894 году в городе Нахичевани-на-Дону (ныне в составе Пролетарского района Ростова-на-Дону). Авторами памятника были скульпторы Матвей Афанасьевич и Матвей Матвеевич Чижовы (отец и сын). Во время Гражданской Войны скульптура Екатерины II была уничтожена большевиками, а на её месте установили памятник Карлу Марксу.

## История
Впервые поставить в городе памятник Екатерине II предложил в 1873 году гласный нахичеванской городской думы Яков Хлытчиев. Предполагалось, что памятник будет установлен в 1879 году — к столетию города. Хотя это предложение и было поддержано, средств на сооружение монумента не было. Вновь к вопросу об установке памятника вернулся занявший в 1883 году пост городского головы Минас Ильич Балабанов. В 1890 году он добился проведения сбора средств на памятник среди всего армянского населения России. В Санкт-Петербурге прошёл конкурс на лучший проект памятника. Из 15 конкурсных работ был выбран проект академиков скульптуры Матвея Афанасьевича и Матвея Матвеевича Чижовых (отца и сына). В 1892 году были окончательно согласованы все детали и тексты на памятнике. Бронзовая статуя была отлита в Санкт-Петербурге и доставлена в Нахичевань по железной дороге. 18 (30) сентября 1894 года на Соборной площади состоялась торжественная церемония открытия памятника. Позднее площадь была переименована в Екатерининскую. Сооружение памятника обошлось в 30 тысяч рублей.
В 1917 году памятник был снят с пъедестала, но после того как город заняли немецкие войска (1918 году) и Белая Гвардия, его вернули на место. В 1920 году после занятия города красными скульптура была окончательно демонтирована и переплавлена на заводе «Красный Аксай». На пустом пьедестале памятника в 1925 году была установлена скульптура Карла Маркса. Этот памятник был уничтожен во время Великой Отечественной войны. Сейчас на этом месте находится памятник Карлу Марксу, установленный в 1959 году.
В конце 1990-х представители местной армянской диаспоры предложили восстановить памятник Екатерине II на прежнем месте, но эта инициатива не была поддержана местной администрацией. Вопрос переноса памятника Карлу Марксу и восстановления на его месте памятника Екатерине II вновь стал активно обсуждаться в 2005 году, когда в Ростове был перемещён памятник Кирову. Согласно проекту 2009 года, восстановление памятника должно обойтись в 11 миллионов рублей. Все расходы на установку памятника армянская община готова взять на себя. Однако некоторые жители города высказывались против переноса памятника Карлу Марксу, и вопрос восстановления памятника Екатерине II пока не решён.

## Описание
Бронзовая статуя Екатерины II стояла на гранитном постаменте. Её лицо было обращено на запад. В левой руке императрицы находилась грамота, а правой она показывала на городские кварталы. На лицевой стороне пьедестала была надпись: «Императрице Екатерине II благодарные армяне». Надпись на противоположной стороне пьедестала говорила о времени сооружения памятника. Статую Екатерины II скульптор М. А. Чижов изготовил по эскизу М. О. Микешина. Пьедестал был изготовлен располагавшейся в Ростове итальянской фирмой С. А. Тонитто.